# Rzut za dwa punkty

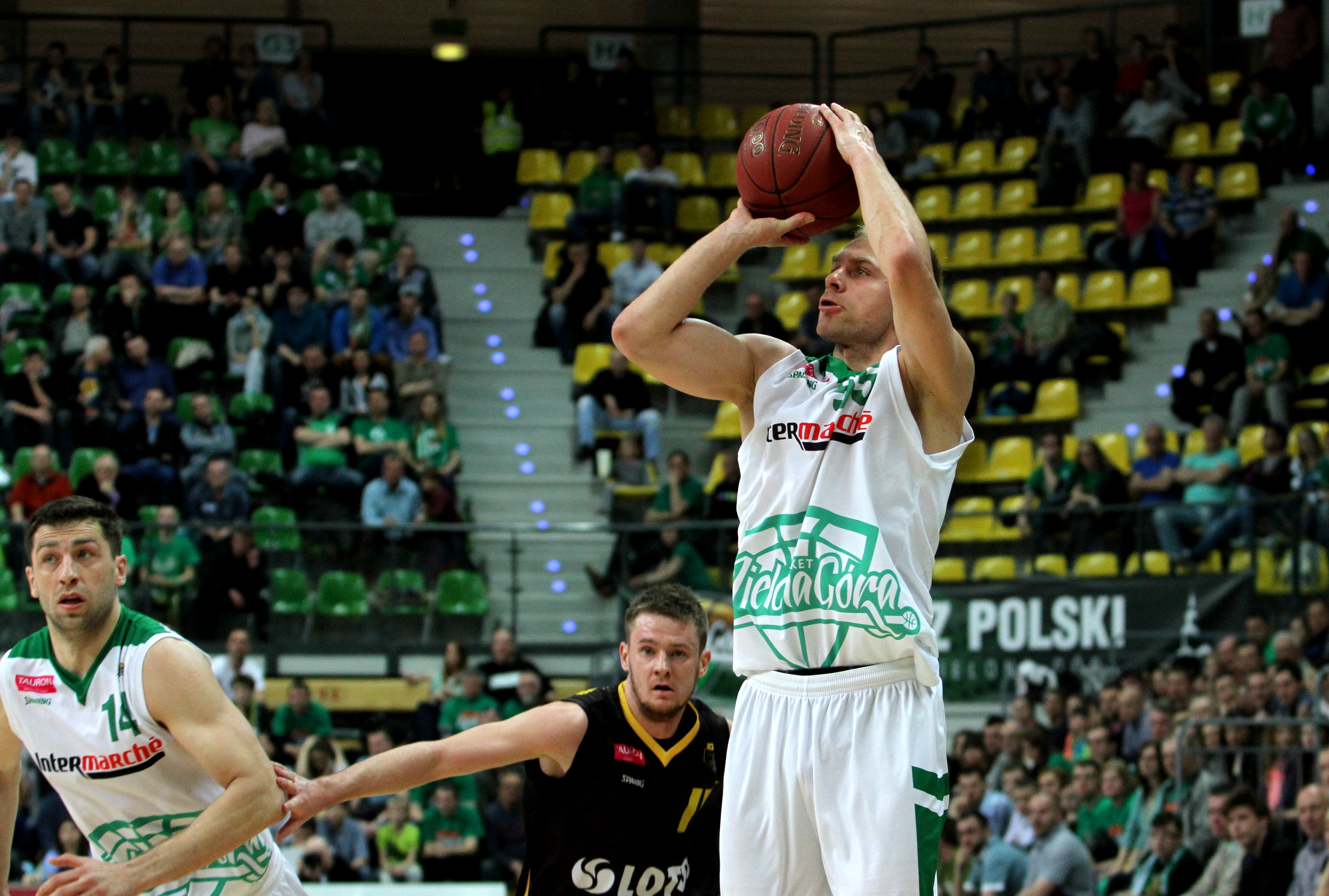
Przykład rzutu za 2 punkty

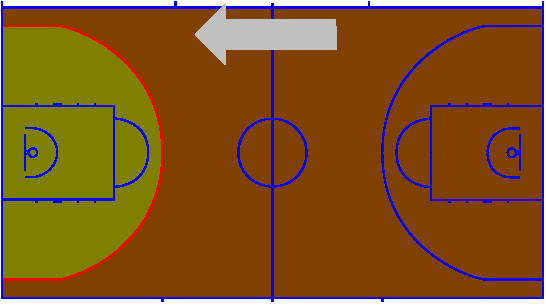
Szara strzałka wyznacza kierunek gry. Zielone pole wyznacza miejsce, gdzie rzuty warte są 2 punkty, a brązowe – 3 punkty

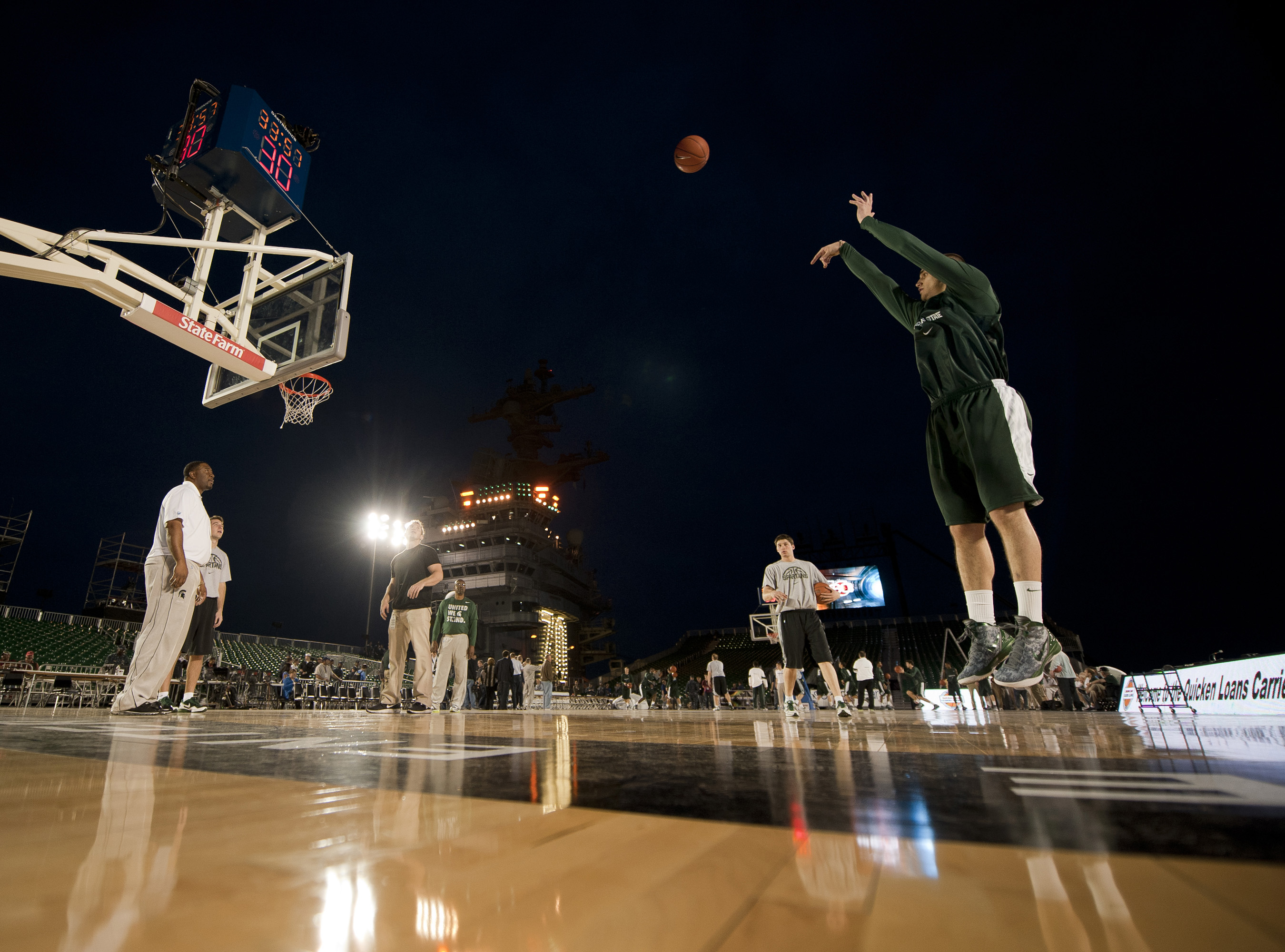

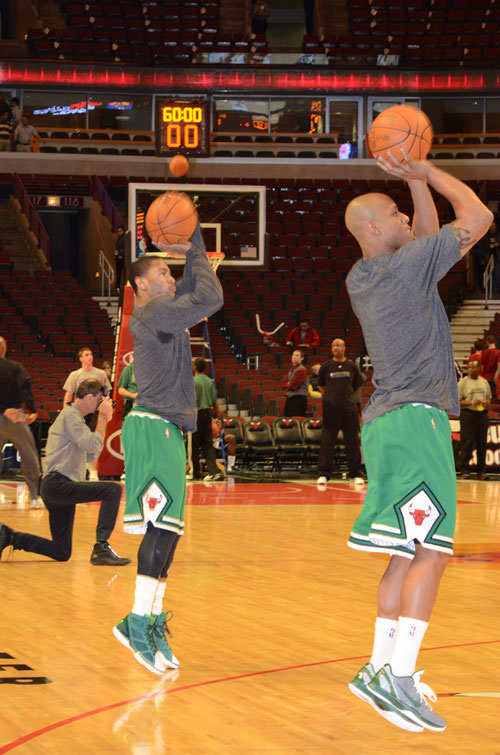

Rzut za dwa punkty – rodzaj rzutu w koszykówce. Wykonuje się go w przestrzeni pomiędzy linią końcową boiska a linią rzutów za 3 punkty (w Europie ulokowana jest na wysokości 6,75 m, przed rokiem 2010 – 6,25 m, a w NBA na 7,24 metrów).
Możliwe są dwa rodzaje rzutu za dwa punkty:
- rzut z dwutaktu
- rzut z wyskoku (rzut z półdystansu).

Specyficznym rodzajem rzutu za 2 punkty jest wsad, polegający na wepchnięciu piłki jedną lub dwiema rękami do kosza przeciwnika.
W wypadku faulu przy tym rzucie, zawodnik sfaulowany wykonuje rzuty wolne, w ilości:
- jeden – jeśli rzut przy faulu był celny
- dwa – jeśli rzut przy faulu był niecelny[1].